# Miguel de Lardizábal (obraz Goi)

Rada Kompanii Filipin, Goya, 1815. Miguel de Lardizábal to prawdopodobnie postać stojąca w niszy po lewej stronie.

Miguel de Lardizábal (hiszp. Miguel de Lardizábal) – obraz olejny hiszpańskiego malarza Francisca Goi (1746–1828). Portret przedstawiający polityka Miguela de Lardizábala znajduje się w zbiorach Galerii Narodowej w Pradze.

## Okoliczności powstania
Miguel de Lardizábal urodził się w 1744 Meksyku, w 1760 przeniósł się do Hiszpanii, ojczyzny swojego ojca i zamieszkał w Madrycie. Zdobył szerokie wykształcenie dzięki któremu zajmował w Hiszpanii stanowiska związane z polityką zagraniczną. Pracował w okupacyjnym rządzie Józefa Bonapartego, ale pozostał wierny królowi Ferdynandowi VII, którego podziwiał i z którym dzielił przekonania absolutystyczne. Po powrocie króla na hiszpański tron został mianowany ministrem Indii i przewodniczącym Królewskiej Kompanii Filipin. Stanowiska te piastował do czasu, kiedy został oskarżony o nadmierne faworyzowanie interesów swojej ojczyzny, a w konsekwencji zwolniony i uwięziony.
Jako przewodniczącym Królewskiej Kompanii Filipin zaprosił króla Ferdynanda VII na zebranie z 30 marca 1815. Aby uczcić to wydarzenie, Goi zlecono namalowanie wielkoformatowego obrazu Rada Kompanii Filipin. Po jego ukończeniu w tym samym roku Goya namalował również indywidualne portrety trzech członków kompanii: jej przewodniczącego Lardizábala, wiceprzewodniczącego Ignacia Omulryana i nowego dyrektora José Munárriza.

## Opis obrazu
Obraz był katalogowany pod tytułem Portret oficera lub Portret mężczyzny w mundurze oraz błędnie identyfikowany jako portret generała Francisca Espoza y Miny. W 1960 historyk sztuki Martín S. Soria zidentyfikował portretowanego jako Miguela de Lardizábala. Zwrócił uwagę na to, że ubiór mężczyzny to nie wojskowy mundur, lecz oficjalny strój rządowego ministra podobny do tego na portrecie Goi przedstawiającym sekretarza stanu markiza de Caballero.
Lardizábal został przedstawiony w półpostaci, jego ministerski strój jest ozdobiony hiszpańskimi odznaczeniami: wstęgą i krzyżem. Czarny kaftan i czerwona kamizelka są bogato zdobione złotymi galonami i haftami. W lewej ręce trzyma kapelusz, a w prawej list, na którym umieszczono inskrypcję po łacinie Fluctibus Reipublicae / expulsus, która nawiązuje do motywowanego politycznie wygnania. Lekko rozczochrane włosy i spojrzenie pełne goryczy również nawiązują do sytuacji portretowanego. Paleta kolorów jest ciemna, a użycie krótkich pociągnięć pędzla z dużą ilością farby przypomina technikę późniejszych czarnych obrazów.

## Proweniencja
Około 1900 obraz należał do kolekcji Enrique O’Shea w Madrycie. W 1908 trafił do prywatnej galerii Miethke w Wiedniu, która organizowała małą wystawę dzieł Goi. Portret nabył kolekcjoner Arthur Mayer z Karlowych War, a w 1938 odkupiła go Galeria Narodowa w Pradze.